# Céline Bousrez
Céline Bousrez (* 14. November 1977) ist eine französische Duathletin und Triathletin. Sie ist französische Meisterin im Duathlon (2016, 2017, 2018) sowie im Triathlon (2018).

## Werdegang
Céline Bousrez ist mehrfache französische Duathlon- und Triathlon-Meisterin und vor allem bei Wettbewerben auf den Mittel- und Langdistanzen erfolgreich im Renngeschehen aktiv. 
2014 gewann sie beim Ironman France (3,86 km Schwimmen, 180,2 km Radfahren und 42,195 km Laufen) die Altersklasse 35–39 und qualifizierte sich damit für einen Startplatz beim Ironman Hawaii (Ironman World Championships).

Im Juli 2018 wurde die damals 40-Jährige französische Triathlon-Meisterin auf der Mitteldistanz.
Die Mutter von zwei Kindern ist als Lehrerin tätig und lebt in Tanneron.

## Sportliche Erfolge
| Datum/Jahr    | Rang | Wettbewerb                                           | Austragungsort        | Zeit     | Bemerkung                             |
| ------------- | ---- | ---------------------------------------------------- | --------------------- | -------- | ------------------------------------- |
| 7. Juli 2018  | 1    | FRA Middle Distance Triathlon National Championships | Villefranche-de-Panat | 04:11:54 | Staatsmeisterin auf der Mitteldistanz |
| 19. Apr. 2016 | 3    | Cannes International Triathlon                       | Cannes                |          |                                       |
| 5. Juli 2015  | 7    | FRA Middle Distance Triathlon National Championships | Gravelines            | 05:01:45 |                                       |
| 13. Apr. 2014 | 2    | Cannes International Triathlon                       | Cannes                |          |                                       |

| Datum/Jahr    | Rang | Wettbewerb                                         | Austragungsort | Zeit     | Bemerkung                               |
| ------------- | ---- | -------------------------------------------------- | -------------- | -------- | --------------------------------------- |
| 19. Juni 2016 | 3    | FRA Long Distance Triathlon National Championships | Baudreix       | 06:00:09 | Staatsmeisterschaft auf der Langdistanz |
| 5. Juli 2014  | 122  | Ironman Hawaii                                     | Hawaii         | 11:05:13 | 17. Rang in der Altersklasse 35–39      |
| 29. Juni 2014 | 13   | Ironman France                                     | Nizza          | 10:15:17 | Siegerin der der Altersklasse 35–39     |

| Datum/Jahr    | Rang | Wettbewerb                                        | Austragungsort | Zeit     | Bemerkung                                                             |
| ------------- | ---- | ------------------------------------------------- | -------------- | -------- | --------------------------------------------------------------------- |
| 29. Apr. 2018 | 1    | FRA Long Distance Duathlon National Championships | Douai          | 03:37:27 | Staatsmeisterin Langdistanz                                           |
| 2017          | 1    | FRA Long Distance Duathlon National Championships | Verruyes       |          | Staatsmeisterin Langdistanz                                           |
| 28. Mai 2017  | 2    | Powerman Germany                                  | Ulm            | 04:28:00 | Zweite hinter der Deutschen Kristina Ziemons                          |
| 3. Sep. 2017  | 1    | ITU Long Distance Duathlon World Championships    | Zofingen       | 08:15:19 | Duathlon-Weltmeisterschaft auf der Langdistanz beim Powerman Zofingen |
| 2016          | 1    | FRA Long Distance Duathlon National Championships | Bois-le-Roi    |          | Staatsmeisterin Langdistanz                                           |

(DNF – Did Not Finish)